# 2008-as magyar úszóbajnokság
A 2008-as magyar úszóbajnokságot – amely a 110. magyar bajnokság volt – júliusban rendezték meg Budapesten.

## Eredmények

### Férfiak
| Versenyszám            | Arany                                                             | Arany    | Ezüst                                                                | Ezüst    | Bronz                                                            | Bronz    |
| ---------------------- | ----------------------------------------------------------------- | -------- | -------------------------------------------------------------------- | -------- | ---------------------------------------------------------------- | -------- |
| 50 m gyorsúszás        | Takács Krisztián Dunaferr DVSI                                    | 21,97    | Sincki Ádám Dunaferr-DVSI                                            | 23,24    | Kozma Dominik Kőbánya SC                                         | 23,30    |
| 100 m gyorsúszás       | Makány Balázs Kőbánya SC                                          | 50,00    | Takács Krisztián Dunaferr DVSI                                       | 50,71    | Kis Gergő Rája '94                                               | 51,62    |
| 200 m gyorsúszás       | Cseh László Kőbánya SC                                            | 1:48,02  | Kovács Norbert Kőbánya SC                                            | 1:50,06  | Kozma Dominik Kőbánya SC                                         | 1:51,21  |
| 400 m gyorsúszás       | Kis Gergő Rája '94                                                | 3:49,59  | Gercsák Balázs A Jövő SC                                             | 2:59,42  | Rákos Patrik Balaton UK Veszprém                                 | 4:01,93  |
| 1500 m gyorsúszás      | Kis Gergő Rája '94                                                | 15:36,31 | Gercsák Csaba A Jövő SC                                              | 15:44,56 | Gercsák Balázs A Jövő SC                                         | 15:48,85 |
| 50 m hátúszás          | Cseh László Kőbánya SC                                            | 25,39    | Balog Gábor Bácsvíz-KVSC                                             | 26,57    | Rudolf Roland Kőbánya SC                                         | 26,64    |
| 100 m hátúszás         | Balog Gábor Bácsvíz-KVSC                                          | 56,71    | Rudolf Roland Kőbánya SC                                             | 57,55    | Nagy Péter A Jövő SC                                             | 57,64    |
| 200 m hátúszás         | Balog Gábor Bácsvíz-KVSC                                          | 1:59,39  | Bernek Péter Kőbánya SC                                              | 2:01,36  | Rudolf Roland Kőbánya SC                                         | 2:01,80  |
| 50 m mellúszás         | Bodor Richárd Pécsi VSE                                           | 28,61    | Gyurta Dániel A Jövő SC                                              | 28,97    | Financsek Gábor Pécsi VSE                                        | 29,06    |
| 100 m mellúszás        | Gyurta Dániel A Jövő SC                                           | 1:01,32  | Bodor Richárd Pécsi VSE                                              | 1:02,19  | Financsek Gábor Pécsi VSE                                        | 1:03,24  |
| 200 m mellúszás        | Gyurta Dániel A Jövő SC                                           | 2:11,15  | Cseh László Kőbánya SC                                               | 2:14,13  | Molnár Ákos A Jövő SC                                            | 2:15,39  |
| 50 m pillangóúszás     | Takács Krisztián Dunaferr-DVSI                                    | 24,05    | Cseh László Kőbánya SC                                               | 24,11    | Kovács Norbert Kőbánya SC                                        | 24,83    |
| 100 m pillangóúszás    | Cseh László Kőbánya SC                                            | 52,62    | Kovács Norbert Kőbánya SC                                            | 54,31    | Madarassy Ádám FTC                                               | 54,78    |
| 200 m pillangóúszás    | Cseh László Kőbánya SC                                            | 1:56,56  | Kovács Norbert Kőbánya SC                                            | 1:59,31  | Gercsák Balázs A Jövő SC                                         | 2:00,68  |
| 200 m vegyes úszás     | Kis Gergő Rája '94                                                | 2:03,18  | Verrasztó Dávid A Jövő SC                                            | 2:04,35  | Bordás Péter FTC                                                 | 2:06,67  |
| 400 m vegyes úszás     | Kis Gergő Rája '94                                                | 4:19,84  | Verrasztó Dávid A Jövő SC                                            | 4:20,97  | Pék Csaba A Jövő SC                                              | 4:33,36  |
| 4 × 100 m gyorsváltó   | Kőbánya SC Kovács Norbert Bernek Péter Kiss Gábor Kozma Dominik   | 3:21,77  | Dunaferr-DVSI Takács Krisztián Sincki Ádám Szabó Attila Füzesy Dávid | 3:30,70  | FTC Szele Dávid Király Attila Várdai Attila Bordás Péter         | 3:32,64  |
| 4 × 200 m gyorsváltó   | Kőbánya SC Bernek Péter Kozma Dominik Kovács Norbert Cseh László  | 7:26,42  | A Jövő SC Zámbó Balázs Verrasztó Dávid Nagy Péter Gercsák Balázs     | 7:42,07  | BVSC Lakatos Roland Dajka Ádám Csütörtöki Marcell Bagaméri Bence | 8:03,60  |
| 4 × 100 m vegyes váltó | Kőbánya SC Cseh László Kozma Dominik Kovács Norbert Makány Balázs | 3:42,49  | A Jövő SC Nagy Péter Gyurta Dániel Zubcsek Dénes Csáki János         | 3:46,38  | FTC Király Attila Szele Dávid Madarassy Ádám Bordás Péter        | 3:53,43  |

### Nők
| Versenyszám            | Arany                                                            | Arany   | Ezüst                                                                 | Ezüst   | Bronz                                                                | Bronz   |
| ---------------------- | ---------------------------------------------------------------- | ------- | --------------------------------------------------------------------- | ------- | -------------------------------------------------------------------- | ------- |
| 50 m gyorsúszás        | Verrasztó Evelyn A Jövő SC                                       | 25,91   | Dara Eszter Kőbánya SC                                                | 26,01   | Dobár Éva A Jövő SC                                                  | 26,26   |
| 100 m gyorsúszás       | Verrasztó Evelyn A Jövő SC                                       | 55,67   | Mutina Ágnes A Jövő SC                                                | 56,36   | Dobár Éva A Jövő SC                                                  | 57,19   |
| 200 m gyorsúszás       | Mutina Ágnes A Jövő SC                                           | 1:58,67 | Hosszú Katinka Bajai Spartacus                                        | 2:02,04 | Jakabos Zsuzsanna ANK Úsóklub Pécs                                   | 2:02,36 |
| 400 m gyorsúszás       | Mutina Ágnes A Jövő SC                                           | 4:12,47 | Hosszú Katinka Bajai Spartacus                                        | 4:15,39 | Nagy Réka                                                            | 4:19,60 |
| 800 m gyorsúszás       | Verrasztó Evelyn A Jövő SC                                       | 8:45,59 | Mutina Ágnes A Jövő SC                                                | 8:48,12 | Hajnal Erika                                                         | 8:52,50 |
| 50 m hátúszás          | Szepesi Nikolett Kőbánya SC                                      | 29,16   | Dobár Éva A Jövő SC                                                   | 29,78   | Verrasztó Evelyn A Jövő SC                                           | 30,01   |
| 100 m hátúszás         | Szepesi Nikolett Kőbánya SC                                      | 1:02,01 | Verrasztó Evelyn A Jövő SC                                            | 1:03,03 | Hosszú Katinka Bajai Spartacus                                       | 1:04,26 |
| 200 m hátúszás         | Szepesi Nikolett Kőbánya SC                                      | 2:13,08 | Petrovai Panna Egri Városi UK                                         | 2:23,41 | Molnár Anita A Jövő SC                                               | 2:23,55 |
| 50 m mellúszás         | Verrasztó Evelyn A Jövő SC                                       | 33,09   | Pecz Réka A Jövő SC                                                   | 33,14   | Bor Katalin A Jövő SC                                                | 33,82   |
| 100 m mellúszás        | Pecz Réka A Jövő SC                                              | 1:11,53 | Bor Katalin A Jövő SC                                                 | 1:12,61 | Jakabos Zsuzsanna ANK Úsóklub Pécs                                   | 1:14,62 |
| 200 m mellúszás        | Kovács Emese A Jövő SC                                           | 2:33,46 | Bor Katalin A Jövő SC                                                 | 2:36,25 | Kovács Réka Kőbánya SC                                               | 2:37,35 |
| 50 m pillangóúszás     | Dara Eszter Kőbánya SC                                           | 26,90   | Bordás Beatrix Dunaferr-DVSI                                          | 26,92   | Kovács Emese A Jövő SC                                               | 28,02   |
| 100 m pillangóúszás    | Dara Eszter Kőbánya SC                                           | 58,53   | Boulsevicz Bea A Jövő SC                                              | 1:00,17 | Verrasztó Evelyn A Jövő SC                                           | 1:00,73 |
| 200 m pillangóúszás    | Boulsevicz Bea A Jövő SC                                         | 2:10,44 | Dara Eszter Kőbánya SC                                                | 2:10,60 | Mutina Ágnes A Jövő SC                                               | 2:11,37 |
| 200 m vegyes úszás     | Verrasztó Evelyn A Jövő SC                                       | 2:14,13 | Nagy Réka A Jövő SC                                                   | 2:19,19 | Kovács Emese A Jövő SC                                               | 2:20,45 |
| 400 m vegyes úszás     | Jakabos Zsuzsanna ANK Úsóklub Pécs                               | 4:45,02 | Kovács Emese A Jövő SC                                                | 4:53,81 | Felföldi Viktória Veszprémi Egyetem UK                               | 5:01,10 |
| 4 × 100 m gyorsváltó   | A Jövő SC Dobár Éva Kovács Emese Verrasztó Evelyn Mutina Ágnes   | 3:48,35 | Kőbánya SC Dara Eszter Kádas Vivien Pacsay Klaudia Szepesi Nikolett   | 3:59,09 | BVSC Kovács Anett Földházi Zsófia Sánta Klementina Kapás Boglárka    | 4:04,53 |
| 4 × 200 m gyorsváltó   | A Jövő SC Tompa Orsolya Nagy Réka Mutina Ágnes Verrasztó Evelyn  | 8:15,37 | Kőbánya SC Dara Eszter Szepesi Nikolett Kádas Vivien Pacsay Klaudia   | 8:28,86 | BVSC Kovács Anett Földházi Zsófia Hernold Eszter Kapás Boglárka      | 8:41,83 |
| 4 × 100 m vegyes váltó | A Jövő SC Verrasztó Evelyn Pecz Réka Boulsevicz Bea Mutina Ágnes | 4:10,97 | Kőbánya SC Szepesi Nikolett Kovács Réka Galamb Szimonetta Dara Eszter | 4:18,30 | BVSC Kapás Boglárka Böszörményi Borbála Földházi Zsófia Kovács Anett | 4:32,57 |